# اریک روون
اریک روون (انگلیسی: Erick Rowan؛ زادهٔ ۲۸ نوامبر ۱۹۸۱) کشتی‌گیر کشتی حرفه‌ای اهل ایالات متحده آمریکا است.